# Mein Führer – Die wirklich wahrste Wahrheit über Adolf Hitler
Mein Führer – Die wirklich wahrste Wahrheit über Adolf Hitler (br Minha Quase Verdadeira História) é um filme alemão de comédia dramática dirigido por Dani Levy.

## Sinopse
A história se passa na Alemanha nazista durante a Segunda Guerra Mundial contada em retrospectiva pelo professor de arte dramática e judeu Adolf Grünbaum. Foi retirado do Campo de concentração de Sachsenhausen a mando do ministro da Propaganda de Joseph Goebbels para assessorar pessoalmente a preparação de Adolf Hitler para um grande discurso véspera do Ano Novo de 1944. Aceita a tarefa, inicialmente com temor mas com o tempo obtém a confiança de Hitler.

## Elenco
- Ulrich Mühe......... Prof. Adolf Grünbaum
- Helge Schneider......... Adolf Hitler
- Sylvester Groth......... Dr. Joseph Goebbels
- Adriana Altaras......... Elsa Grünbaum
- Stefan Kurt......... Albert Speer
- Ulrich Noethen......... Heinrich Himmler
- Lambert Hamel......... Rattenhuber
- Udo Kroschwald......... Martin Bormann
- Torsten Michaelis......... Moltke
- Axel Werner......... Erich Kempka